# Ricky Davis
Pour les articles homonymes, voir Davis.
Tyree Ricardo « Ricky » Davis, né le 23 septembre 1979 à Las Vegas, est un joueur américain de basket-ball.

## Biographie
Davis fait sa carrière universitaire avec les Hawkeyes de l'Iowa.
Il est sélectionné lors de la draft 1998 de la NBA par les Charlotte Hornets en 21e choix puis joue successivement pour Miami, Cleveland, Boston et Minnesota.
En 2007, lors de la pré-saison, il est échangé contre Antoine Walker et joue une saison au Heat de Miami (Michael Doleac et Wayne Simien sont partis aux côtés de Walker). Quant à Ricky Davis, il est accompagné de Mark Blount jusqu'à Miami. S'ensuivra une saison aux Los Angeles Clippers.
Après sa période NBA, Ricky Davis décide de partir en Turquie dans le club de Türk Telekom B.K. Il y jouera moins d'une saison, et partira en Chine dans le club de Jiangsu Dragons. Coupé par la franchise chinoise début 2011, Ricky Davis signe, le 29 janvier 2011, un contrat avec la Chorale de Roanne.
Ricky Davis a participé au Slam Dunk Contest 2000 et au Slam Dunk Contest 2004, où il n'a jamais passé le cap du premier tour.

## Records sur une rencontre en NBA
Les records personnels de Ricky Davis en NBA sont les suivants, :
| Record de la franchise |

| Type de statistique        | Saison régulière | Saison régulière         | Saison régulière | Playoffs | Playoffs              | Playoffs      |
| Type de statistique        | Record           | Adversaire               | Date             | Record   | Adversaire            | Date          |
| -------------------------- | ---------------- | ------------------------ | ---------------- | -------- | --------------------- | ------------- |
| Points                     | 45               | Bucks de Milwaukee       | 9 décembre 2002  | 22       | @ Pacers de l'Indiana | 5 mai 2005    |
| Paniers marqués            | 17               | @ Celtics de Boston      | 13 décembre 2002 | 7        | 3 fois                | 3 fois        |
| Paniers tentés             | 34               | Knicks de New York       | 12 avril 2003    | 15       | 2 fois                | 2 fois        |
| Paniers à 3 points réussis | 9                | @ Wizards de Washington  | 4 avril 2008     | 2        | @ Pacers de l'Indiana | 17 avril 2004 |
| Paniers à 3 points tentés  | 12               | @ Wizards de Washington  | 4 avril 2008     | 5        | @ Pacers de l'Indiana | 20 avril 2004 |
| Lancers francs réussis     | 15               | Grizzlies de Memphis     | 26 février 2006  | 7        | @ Pacers de l'Indiana | 5 mai 2005    |
| Lancers francs tentés      | 20               | Grizzlies de Memphis     | 26 février 2006  | 8        | 3 fois                | 3 fois        |
| Rebonds offensifs          | 7                | Knicks de New York       | 12 avril 2003    | 2        | 2 fois                | 2 fois        |
| Rebonds défensifs          | 12               | Warriors de Golden State | 7 mars 2008      | 5        | 2 fois                | 2 fois        |
| Rebonds totaux             | 14               | @ Pacers de l'Indiana    | 2 novembre 2007  | 7        | Pacers de l'Indiana   | 3 mai 2005    |
| Passes décisives           | 12               | 2 fois                   | 2 fois           | 7        | Pacers de l'Indiana   | 23 avril 2004 |
| Interceptions              | 6                | @ Pistons de Détroit     | 13 mars 2002     | 4        | Pacers de l'Indiana   | 3 mai 2005    |
| Contres                    | 3                | 3 fois                   | 3 fois           | 2        | Pacers de l'Indiana   | 25 avril 2005 |
| Balles perdues             | 9                | @ Hawks d'Atlanta        | 31 janvier 2003  | 6        | Pacers de l'Indiana   | 25 avril 2004 |
| Minutes jouées             | 57               | @ 76ers de Philadelphie  | 13 janvier 2006  | 43       | Pacers de l'Indiana   | 3 mai 2005    |

- Double-double : 21
- Triple-double : 0